# Schloss Hlinitza

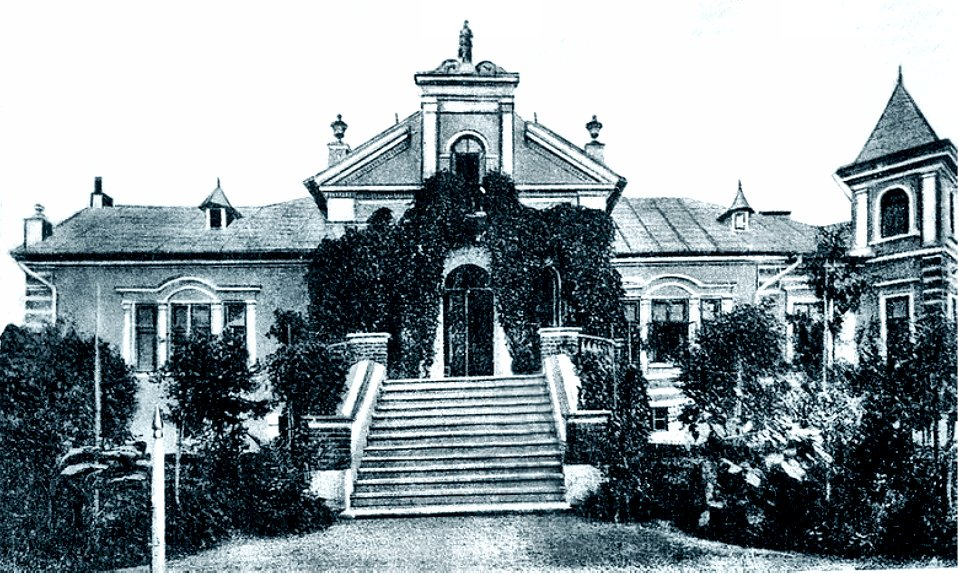
Schloss Hlinitza, um 1900

Schloss Hlinitza (rumänisch: Castelul Hlinița) befand sich bei der Ortschaft Hlinitza am Pruth und lag im Kronland Bukowina im Bezirk Kotzmann. Das Schloss wurde 1917 während des Ersten Weltkrieges von der Russischen Armee zerstört.
Es war im Besitz der adeligen Familie Flondor.

## Geschichte
Georg Ritter von Flondor (1761–1797), vermählt mit Anna von Stryszka (Strâșca)  († 1854), war der Begründer der zweiten Familienlinie. Ihm fielen die Güter um Hlinitza zu. Im letzten Drittel des 19. Jahrhunderts wurde dort das Schloss erbaut.
Die Bukarester Blätter veröffentlichen einen Brief des rumänischen Großgrundbesitzers in der Bukowina, Emanuel Ritter von Flondor, auf dessen Gut Hlinitza die Russen Zerstörungsarbeit betrieben. Das Zerstörungswerk begann mit dem Abschießen von über 600 Schrapnells auf das Wirtschaftshaus. Nach dem Abzug der österreichischen Truppen gingen die Russen an die Arbeit: Die Einrichtungsgegenstände wurden zertrümmert, die Wertsachen geraubt, alle Wirtschaftsgeräte, dann Pferde, Kühe und Ochsen weggeführt.
Bei den Kampfhandlungen um die Befreiung von Czernowitz im August 1917 wurde das Schloss auf dem Rückzug der russischen Truppen von diesen zerstört.